# Violet Hopson
Violet Hopson, nata Elma Kate Victoria Karkeek (Port Augusta, 16 dicembre 1887 – Londra, 21 luglio 1973), è stata un'attrice australiana.

## Biografia

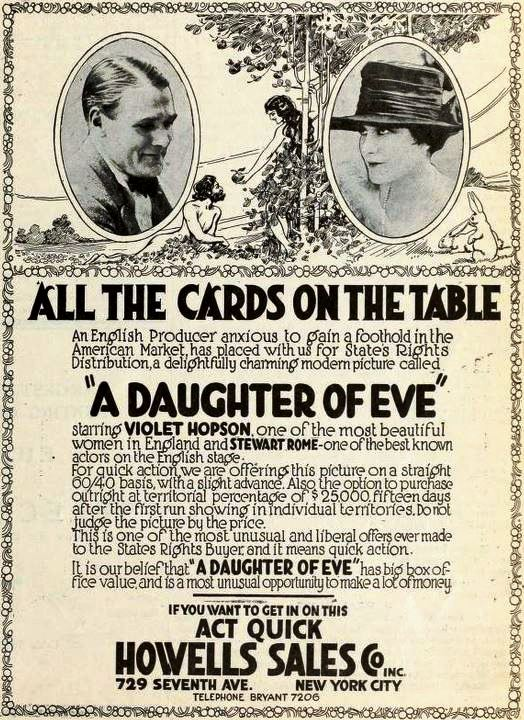
La locandina di un suo film

Nata in Australia, a Port Augusta il 16 dicembre 1887, fece le sue prime esperienze teatrali in Australia e in Nuova Zelanda con la Pollard Opera Company. Arrivata negli Stati Uniti nei primi anni del Novecento con la sorella maggiore Zoe, acquisì notorietà come attrice teatrale. Negli anni dieci, nel Regno Unito, iniziò una carriera cinematografica alla Hepworth. Nonostante fosse australiana di nascita, i suoi film la fecero diventare una sorta di prototipo della ragazza inglese.

## Filmografia
- Mr. Tubby's Triumph, regia di David Aylott - cortometraggio (1910)
- Unfit; or, The Strength of the Weak, regia di Cecil M. Hepworth - cortometraggio (1914)
- Be Sure Your Sins, regia di Cecil M. Hepworth - cortometraggio (1915)
- Barnaby Rudge, regia di Thomas Bentley e Cecil M. Hepworth (1915)
- Marmaduke and His Angel, regia di Frank Wilson -  cortometraggio (1915)
- The Man Who Stayed at Home, regia di Cecil M. Hepworth (1915)
- Her Boy, regia di Frank Wilson (1915)
- Sweet Lavender, regia di Cecil M. Hepworth (1915)
- The White Hope, regia di Frank Wilson (1915)
- The Recalling of John Grey, regia di Frank Wilson - cortometraggio (1915)